# Четвърти кръстоносен поход
Четвъртият кръстоносен поход е военна експедиция от 1202 – 1204 година, в която участват главно войски от Венеция, Свещената Римска империя и Френското кралство. В този поход на преден план излиза не религиозната, а политическата идея. Той е насочен първоначално срещу ислямски Египет на Аюбидите, но в крайна сметка се обръща срещу Византийската империя и завършва с падането на Константинопол и разделянето на империята на три части.:с. 111
Управлението на бившата империя продължава от Никея, а отцепилата се Трапезундска империя остава да съществува чак до 1461 г. Основано е и васалното Епирско деспотство. В крайна сметка през 1261 г. силно отслабеният и намален в териториално отношение латински Константинопол е превзет от Михаил VIII Палеолог с помощта на генуезците.

## Предистория
Към края на XII век става ясно, че досегашните кръстоносни походи са останали безполезни и Йерусалим си остава контролиран от мюсюлманите. При това са дадени много жертви в Сирия, Палестина и Мала Азия. По-голямата чест от военните и политическите западни ръководители са на мнение, че причината за неуспехите е систематичното противодействие на Византия. Те твърдят, че византийският император подстрекава мюсюлманите, сключва съюзи с тях и пречи на кръстоносците.:с. 127
Третият поход (1189 – 1192) успява да възвърне обширни територии, като на практика възстановява Йерусалимското кралство. Макар че самият Йерусалим не е върнат в християнски ръце, възвърнати са важните пристанища Акра и Яфо. На 2 септември 1192 г. е сключено примирие за прекратяване на военните действия за период от три години и осем месеца.
Подбудител на Четвъртия поход е Инокентий III, който заема папския престол на 9 януари 1198 г. и веднага предприема действия с идеята за кръстоносен поход, насочен не към Палестина, а към Египет, откъдето мюсюлманите черпят сили и продоволствие. Инокентий сам дава пример за подкрепа на кръстоносната идея, като оборудва със собствени средства кораб, снабдява го с екипаж и припаси и определя една десета от доходите на папството да се предназначат за похода. Освен това нарежда за същата цел да се отчисли една четиридесета част от доходите на католическата църква.
За разлика от Третия поход, оглавен от трима крале, сега короновани особи не вземат директно участие. Кралете на Англия и Франция са заети в борбата между Капетинги и Плантагенети по повод владенията на последните във Франция. Съюзници на Плантагенетите на континента са северогерманските князе от партията на Велфите начело с крал Отон IV, племенник по майчина линия на Ричард и Джон Безземни. Англо-велфската коалиция се подкрепя и от папството, чиято универсалистко-теократическа политика е в противоречие с тази на централизма на Филип II Август. Тъй като Четвъртият кръстоносен поход е съставна част и отговаря на папската политика, кралската власт във Франция се въздържа от директно участие.

## Подготовка
През 1199 г. християните откликват на призива за нов кръстоносен поход, но този път към Египет. За това начинание агитира Фулк от Ньойи, популярен проповедник. На рицарски турнир, организиран от Тибо от Шампан няколко известни френски благородници поемат кръста. Сред тях е Жофроа дьо Вилардуен, автор на един от основните исторически извори за похода – Завладяването на Константинопол. Други важни благородници се присъединяват по-късно, а за осигуряване на транспорта по море се обръщат към Венецианската република, която трябва да осигури кораби и продоволствие.
За зла участ преди да тръгнат към Венеция Тибо от Шампан умира (май 1201 г.) и бароните избират за предводител Бонифаций Монфератски, което се оказва от голямо значение за последвалите събития. Той има тесни роднински връзки както с Византия, така и с кръстоносните държави. Брат му, Конрад Монфератски, е коронясан за крал на Йерусалим, но е убит от асасините. Конрад е женен за сестрата на Исак II Ангел Теодора и носи титлата кесар. Бонифаций е също васал на Филип Швабски, който също е зет на Исак и претендент за германския трон. В двора на Филип е намерил убежище прогоненият от Константинопол млад византийски принц Алексий IV Ангел, претендент за престола.
През лятото на 1201 г. Бонифаций пътува до Франция, среща се в Соасон с рицарите, а през октомври 1201 г. Бонифаций се среща в Хагенау за пръв път с Алексий IV Ангел. На Коледа 1201 г. Бонифаций, Филип и Алексий обсъждат възможността кръстоносният поход да подпомогне Алексий да свали узурпатора Алексий III. Бонифаций търси одобрението на папата по този въпрос, но Инокентий не го дава, както и не откликва положително на лично отправената молба на Алексий, който специално отива в Рим.
Когато кръстоносната армия се събира във Венеция през лятото на 1202 година се оказва, че кръстоносците са само една трета от очакваната бройка. Това е сериозен проблем, тъй като са построени много повече кораби и продоволствие, които трябва да се платят. Необходимите огромни средства не са налични и венецианците отказват да разрешат отплаване, докато не им се изплатят парите. Тогава венецианският дож Енрико Дандоло предлага на кръстоносците да отсрочи изплащането на дълга предвид евентуална плячка след успеха на похода, ако помогнат на Венеция да си върне контрола над разбунтувалия се град Зара. Кръстоносците се съгласяват, макар и това да противоречи на инструкциите на папата, който е определил за дата на тръгване на похода за Кайро 24 юни 1203 г., но изрично е забранил да се нападат християнски държави, а Зара е под контрола на краля на Унгария, който е приел кръста. Папата научава за това, но неговото вето е пренебрегнато.

## Превземане на Зара
Зара (дн. Задар) по-рано в историята е венециански град, но по онова време е под властта на маджарите и хърватите. Той е основен външнотърговски съперник на Венеция в Адриатика и въобще в Средиземноморието. Някои от кръстоносците, например Симон IV дьо Монфор, отказват да вземат участие в нападението на християнски територии и заминават директно за Светите Земи.
Кръстоносците започват обсадата на 11 – 12 ноември 1202 г. и тя продължава до 24 ноември. Папският легат Петър от Капуа изпраща писмо, заплашващо ги с отлъчване от църквата, но по-голямата част от рицарите не научават за него. След превземането на града той е ограбен, а укрепленията му са унищожени. Рицарите решават да прекарат зимата в Зара.
Когато папа Инокентий III научава за това, отлъчва всички участвали кръстоносци, но после е уведомен за незнанието на обикновените войници и след това отлъчва само венецианците. Тези действия не са учудващи, защото кръстоносците нападат християнски земи, а и този папа се опитва да разпростре влиянието на Римокатолическата църква възможно най-далеч и да обедини владетелите под свой контрол. Пример за това е унията му с българския цар Калоян.
Междувременно в Зара пристигат пратеници от Филип Швабски с предложението на Алексий: ако кръстоносната армия се отправи към Константинопол, ще получи 200 хиляди сребърника – половината от императорското съкровище, ако върнат него и баща му на трона като съвладетели. Освен това Алексий обещава да подчини Византия на Рим и да се присъедини с голяма армия към кръстоносния поход към Египет. Предложението е много съблазнително за експедицията, изпаднала във финансови затруднения. Кръстоносните водачи го приемат, но редица по-низши участници не го приемат, а мнозина дезертират.

## Обсада на Константинопол (1203 г.)
Приели задачата, кръстоносците се отправят отначало към Корфу, а след това към Константинопол, където пристигат в края на юни 1203 г. и обсаждат града. След обсадата (11 юли – 1 август 1203 г.) Алексий III бяга (взима и около 450 – 500 кг злато, бижута и т.н. от ковчежницата и я оставя почти празна), а за император е избран Исак II. Кръстоносците не пожелават да го признаят, ако Алексий IV не бъде избран за съимператор, което и става на 1 август. Изпълнили обещаното, те започват да желаят своите награди, които Алексий IV обещал, без дори да е казал за тях на византийския народ.
Алексий IV осъзнава, че не ще може да изпълни всичко обещано, още повече като голяма част от хазната е ограбена от Алексий III. За да се опита да плати на кръстоносците, заповядва да се претопят икони, но дори тогава се събират само половината от обещаните средства. Според един от големите византийски историци, Никита Хониат, това е „началото на упадъка на Римската държава“ (по това време Византия, а по късно и Латинската империя се смятали за продължители на Римската империя, а византийците се наричат ромеи), но белези за това има още от началото на управлението на Ангелите.
Алексий IV повежда войска от 6000 души срещу Алексий III, за да се опита да върне византийското богатство. През това време в Константинопол ромеите започват бунт и избиват част от латинците, живеещи в града (подобно нещо се случва по време на клането на латини, април 1182 г.). Кръстоносците и венецианците влизат в града и за да си отмъстят, нападат джамия, опожаряват голяма част от града („Великият пожар“ 19 – 21 август 1203 г.) от който 100 000 души, една пета от тогавашното население на града, остава без подслон.

## Плячкосване на Константинопол
През януари 1204 г. Исак II умира. Тъй като никой не желае Алексий IV, Византийският сенат, който почти нямал власт от доста дълго време, избира нов император, но той не желае титлата и бяга. След това е избран Алексий Дука (известен още като Мурзуфул) и е коронован като Алексий V, след като убива Алексий IV през февруари. Той се опитва да спаси града от латините, като приготвя защитата му. Не постига успех и от 8 до 13 април се води битка за града, която кръстоносците печелят. Инокентий III отново пратил писмо, но този път то е скрито от духовниците, придружаващи кръстоносците.
След като превземат града, плячкосват много, изнасилват и избиват много от гражданите му. Според някои източници са ограбили общо около 900 000 сребърни марки. 500 000 скриват, 150 000 отиват за дълга на кръстоносците, а останалите са поделени между тях и венецианците. Много икони и други артефакти биват изпратени към Западна Европа. Според Енциклопедия Британика това е едно от най-позорните и доходоносни плячкосвания на град в историята. Въпреки положената клетва и под заплаха от отлъчване, кръстоносците безжалостно и систематично унищожават свещените места в града и ограбват всичко, каквото могат.
След мирния договор за разделяне на земите на Ромейската империя се създава Латинската империя, на чийто трон е поставен Балдуин Фландърски, а Бонифаций Монфератски получава новосъздаденото Солунско кралство. Византийската държава се разпада на три части – Никейската империя, Трапезундската империя и Епирското деспотство.

## Светите земи
Макар основната част от армията да се отклонява към Константинопол, има и такива, които отпътуват директно от Апулия към Акра. Жофроа дьо Вилардуен твърди, че те са дезертьори, но може би иска по този начин да изтъкне подвига на онези, превзели Констнтинопол.
Съвременните историци не приемат неговите твърдения. Според Стивън Рънсиман „малка част“ от първоначалната армия достига Светите земи. Съвременни проучвания сочат, че от 92 посочени поименно личности, поели кръста в разказа на Вилардуен, между 23 и 26 са достигнали целта си. Най-висок е процентът на „дезертирали“ сред френските части. Само около една десета от рицарите от Фландрия пристигат, за да подсилят кръстоносните държави, но същото правят и над половината от рицарите от Ил дьо Франс. Всичко на всичко около 300 рицаря от Северна Франция пристигат в Светите земи със своите свити.
Голяма сума пари, събрани в Европа от Фулк от Ньойи, успява да достигне целта. Преди смъртта си през май 1202 г. Фулк предава парите на абат Арно Амалрик от абатство Сито и той ги изпраща в Акра. Те са използвани за ремонт на крепостни стени, кули и сгради, разрушени от земетресението в Сирия от май 1202 г.

## Оценки
Светите земи достигат едва една десета от всички кръстоносци, но не успяват да помогнат достатъчно на християнските кралства там. В същото време Византия е подложена на атаките на Иконийския султанат на селджуците, който успява да отнеме от нея ключови пристанища по бреговете на Черно и Средиземно море. На изток султанатът приобщава други тюркски държави, достига до езерото Ван и започва да се превръща в главен противник на християните в Анадола и Леванта.
Надеждата, че превземането на Константинопол ще подпомогне кръстоносната идея, се оказва илюзия. Напротив, образуваната нестабилна Латинска империя поглъща голяма част от енергията на европейците. Като наследство от Четвъртия кръстоносен поход остава усещането за вероломно предателство, което латините предизвикват у гърците. Със събитията от 1204 г. Великата схизма между католическия Запад и православния Изток е циментирана.